# Хасбулат Топлинский
Хасбулат — правитель государственного образования на территории чеченской равнины. Он был сыном Алибека.
Под 1784 годом русские источники упоминают клан Хасбулатовцев, — князей Хасбулатовых и их окружение — которые жили в селе Топли, то есть на реке Аргун, между Чеченаулом и нынешним Аргуном. Ядро данного клана — князья Хасбулатовы были в языковом аспекте, по-видимому, столь сильно кумыкизированы, что их считали ветвью «аксайских князей», но по мнению Т. М. Айтберова они происходили от князя Алихана Турлова.
В 1785—1786 годы Потемкин П. С. поддерживал связь с Уммаханом Аварским через «владельца» Хасбулата Топлинского. Так, даже драгоценный перстень правителю Аваристана, как знак «почтения» к нему и «дружбы» его по отношению к высшему представительству Российской империи, действовавшему тогда на Кавказе, должен был доставить в горы именно этот топлинец. За упомянутые, как видно, слишком тесные связи с российскими военно-административными структурами Хасбулатовцы — скорее всего, часть их, — оказались, в конце концов, вынужденными покинуть приаргунское село Топли. Переселиться им пришлось тогда на территорию, где ныне располагается Надтеречный район, на земли где раньше кочевали кабардинцы и были, кстати, особенно, распространены нартовские сказания. Имеются в виду окрестности села Верхний Наур. Там потомство князя
Хасбулата обосновалось, причем «с позволения российского начальства». Затем стали заселять они вышеназванную территорию, как своими «природными холопами», в основном — по этнографическим данным, — тюркоязычными, так и приходившими к ним «добровольно» вайнахами-горцами. Их эти феодалы допускали на терское правобережье, чтобы «не терпеть … хищений».

## Источник
- Аваро-чеченские правители из династии Турловых и их правовые памятники XVII века. instituteofhistory.ru. Дата обращения: 29 августа 2020.